# Invasions néerlandaises au Brésil

Olinda, alors la ville la plus riche de la colonie du Brésil, a été pillée et détruite par les Néerlandais, qui ont choisi Recife comme capitale de la Nouvelle-Hollande. La carte de Nicolaes Visscher montre le siège d'Olinda et de Recife en 1630.

Les invasions hollandaises au Brésil font référence au projet d'occupation du nord-est du Brésil par la Compagnie néerlandaise des Antilles (WIC) au XVIIe siècle.
Les invasions hollandaises sont le plus grand conflit politico-militaire de la colonie. Bien que concentrées dans le nord-est actuel, elles ne se sont pas limitées à un épisode régional. C'est une lutte pour le contrôle du sucre, ainsi que pour les sources d'approvisionnement en esclaves. Il y a deux fronts interconnectés, bien que lointains : le Brésil et l'Afrique.